# Aktobé
Aktobé (kazajo: Ақтөбе, ruso: Актюбинск, Aktiúbinsk) es la capital de la provincia de Aktobé, Kazajistán. Situada a la vera del río Ilek —un afluente del río Ural—, posee una población de 320 000 personas de diferentes etnias: kazajos, rusos, ucranianos, tártaros, uigures, chechenos, armenios, judíos y griegos. Antes de la perestroika la ciudad alojaba una importante comunidad alemana.
El nombre Aktobé, proveniente de los vocablos kazajos «ақ» (blanco) y «төбе» (colina), hace referencia a las elevaciones sobre la cual se ubicaba la ciudad primigenia durante el siglo XIX.

## Clima
Aktobé tiene un clima continental húmedo (clasificación climática de Köppen, Dfa), con notables variaciones estacionales en la temperatura. En invierno, las temperaturas pueden alcanzar una mínima de -48 °C, con un promedio diario mínimo de -16 °C. Las temperaturas en verano pueden llegar a un máximo de 43 °C, con una temperatura máxima promedio de 30 °C. El clima puede cambiar rápidamente, especialmente durante la primavera y el otoño (los días de mucho viento, especialmente en marzo, cuando el clima cambia son conocidos localmente como la Бес Қонақ o «cinco invitados»). Las precipitaciones generalmente ocurren en primavera y finales de otoño y principios de invierno, y es esporádica durante todo el año. En general, Aktobé recibe alrededor de 330 milímetros de precipitación anualmente.
| Parámetros climáticos promedio de Aktobé (1991-2020) | Parámetros climáticos promedio de Aktobé (1991-2020) | Parámetros climáticos promedio de Aktobé (1991-2020) | Parámetros climáticos promedio de Aktobé (1991-2020) | Parámetros climáticos promedio de Aktobé (1991-2020) | Parámetros climáticos promedio de Aktobé (1991-2020) | Parámetros climáticos promedio de Aktobé (1991-2020) | Parámetros climáticos promedio de Aktobé (1991-2020) | Parámetros climáticos promedio de Aktobé (1991-2020) | Parámetros climáticos promedio de Aktobé (1991-2020) | Parámetros climáticos promedio de Aktobé (1991-2020) | Parámetros climáticos promedio de Aktobé (1991-2020) | Parámetros climáticos promedio de Aktobé (1991-2020) | Parámetros climáticos promedio de Aktobé (1991-2020) |
| Mes                                                  | Ene.                                                 | Feb.                                                 | Mar.                                                 | Abr.                                                 | May.                                                 | Jun.                                                 | Jul.                                                 | Ago.                                                 | Sep.                                                 | Oct.                                                 | Nov.                                                 | Dic.                                                 | Anual                                                |
| ---------------------------------------------------- | ---------------------------------------------------- | ---------------------------------------------------- | ---------------------------------------------------- | ---------------------------------------------------- | ---------------------------------------------------- | ---------------------------------------------------- | ---------------------------------------------------- | ---------------------------------------------------- | ---------------------------------------------------- | ---------------------------------------------------- | ---------------------------------------------------- | ---------------------------------------------------- | ---------------------------------------------------- |
| Temp. máx. abs. (°C)                                 | 4.5                                                  | 5.5                                                  | 23.6                                                 | 30.9                                                 | 39.0                                                 | 40.3                                                 | 42.2                                                 | 42.9                                                 | 38.8                                                 | 29.7                                                 | 17.0                                                 | 11.2                                                 | 42.9                                                 |
| Temp. máx. media (°C)                                | -8.4                                                 | -6.8                                                 | 0.3                                                  | 14.1                                                 | 22.9                                                 | 28.4                                                 | 30.1                                                 | 29.0                                                 | 22.0                                                 | 12.6                                                 | 1.1                                                  | -5.9                                                 | 11.6                                                 |
| Temp. media (°C)                                     | -12.5                                                | -11.7                                                | -4.6                                                 | 7.6                                                  | 15.6                                                 | 21.1                                                 | 23.0                                                 | 21.2                                                 | 14.2                                                 | 6.1                                                  | -3.0                                                 | -9.8                                                 | 5.6                                                  |
| Temp. mín. media (°C)                                | -16.7                                                | -16.2                                                | -9.0                                                 | 1.8                                                  | 8.4                                                  | 13.5                                                 | 15.8                                                 | 13.9                                                 | 7.5                                                  | 0.9                                                  | -6.4                                                 | -13.6                                                | -0                                                   |
| Temp. mín. abs. (°C)                                 | -48.5                                                | -45.0                                                | -37.0                                                | -18.9                                                | -7.6                                                 | -0.9                                                 | 4.1                                                  | 1.0                                                  | -7.9                                                 | -26.3                                                | -35.0                                                | -41.5                                                | -48.5                                                |
| Precipitación total (mm)                             | 25                                                   | 24                                                   | 30                                                   | 29                                                   | 29                                                   | 30                                                   | 30                                                   | 21                                                   | 17                                                   | 28                                                   | 25                                                   | 29                                                   | 317                                                  |
| Nevadas (cm)                                         | 24                                                   | 31                                                   | 27                                                   | 4                                                    | 0                                                    | 0                                                    | 0                                                    | 0                                                    | 0                                                    | 0                                                    | 2                                                    | 12                                                   | 100                                                  |
| Días de lluvias (≥ 1 mm)                             | 3                                                    | 2                                                    | 4                                                    | 10                                                   | 13                                                   | 12                                                   | 11                                                   | 10                                                   | 10                                                   | 10                                                   | 8                                                    | 4                                                    | 97                                                   |
| Días de nevadas (≥ 1 mm)                             | 21                                                   | 18                                                   | 13                                                   | 3                                                    | 0.2                                                  | 0.03                                                 | 0                                                    | 0                                                    | 0.1                                                  | 4                                                    | 13                                                   | 20                                                   | 92.3                                                 |
| Horas de sol                                         | 87                                                   | 133                                                  | 176                                                  | 237                                                  | 311                                                  | 317                                                  | 333                                                  | 300                                                  | 227                                                  | 137                                                  | 78                                                   | 67                                                   | 2403                                                 |
| Humedad relativa (%)                                 | 81                                                   | 79                                                   | 79                                                   | 66                                                   | 57                                                   | 54                                                   | 55                                                   | 54                                                   | 58                                                   | 69                                                   | 80                                                   | 82                                                   | 67.8                                                 |
| Fuente n.º 1: Погода и климат                        |                                                      |                                                      |                                                      |                                                      |                                                      |                                                      |                                                      |                                                      |                                                      |                                                      |                                                      |                                                      |                                                      |
| Fuente n.º 2: NOAA (sun only, 1961-1990)             |                                                      |                                                      |                                                      |                                                      |                                                      |                                                      |                                                      |                                                      |                                                      |                                                      |                                                      |                                                      |                                                      |

## Transporte
- Estación de ferrocarril de Aktobé

## Galería

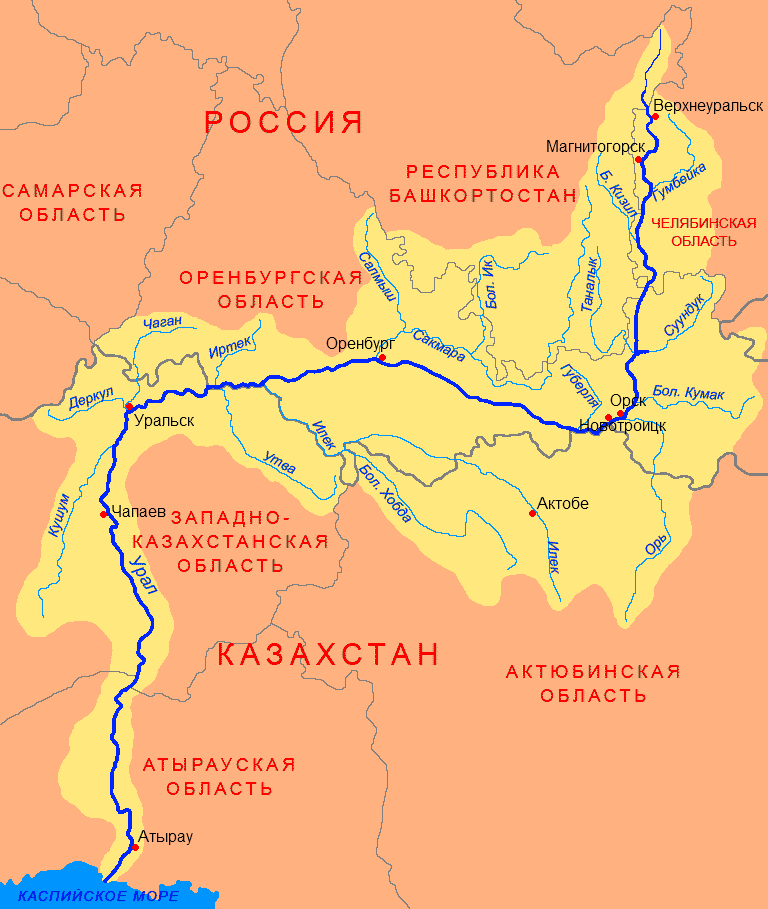
Aktobé (Ақтөбе) en un mapa del río Ural
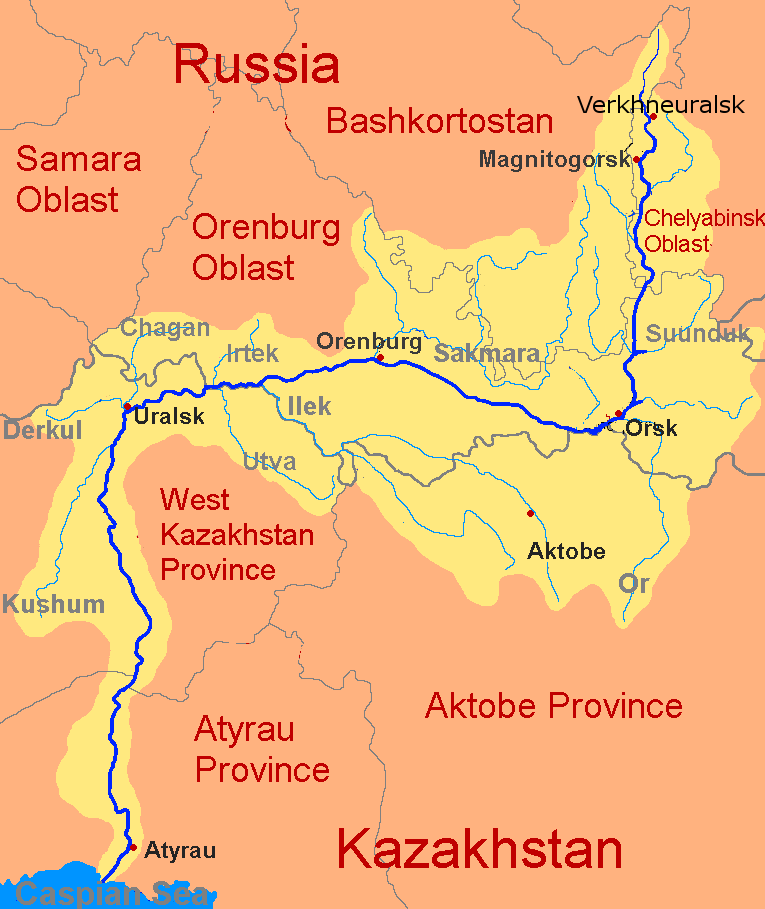
Mismo mapa en inglés
Mausoleo del líder kazajo Eset Batyr, Aktobé